# Route nationale 64
Die Route nationale 64, kurz N 64 oder RN 64, war eine französische Nationalstraße.

## Geschichte
Die Straße verlief von 1824 bis 1881 zwischen Neufchâteau und Charleville-Mézières. Sie geht auf die Route impériale 82 zurück. Die Länge betrug 206,5 Kilometer. 1881 erfolgte die Verlängerung bis zur N19 westlich von Lure, mit einer kurzen Unterbrechung durch die Nationalstraße 57. Die Länge wuchs auf 321 Kilometer. 1973 wurde die Straße auf kompletter Länge, bis auf zwei Abschnitte durch Sedan und Charleville-Mézières herabgestuft, sowie dem Abschnitt zwischen Douzy und Sedan. Diese wurden 1978 in den Streckenverlauf der Nationalstraße 43 und N2043 integriert und mittlerweile auf eine orteumgehende Schnellstraße verlegt beziehungsweise abgestuft. Beide Schnellstraßen sind durch die Autobahn A203 (heute A34) verbunden.

## Seitenäste

### N 64a
Die Route nationale 64A, kurz N 64A oder RN 64A, war von 1933 bis 1973 ein Seitenast der N 64 im Département Ardennes. Die Straße zweigte in Flize ab und traf nach sechs Kilometern in Boulzicourt auf die Nationalstraße 51 (heute Départementsstraße 951). Heute wird die Straße als Départementsstraße 864 ausgeschildert.